# SAP Open
El torneig de San Jose, també conegut com a SAP Open, és un torneig professional de tennis que es disputa sobre pista dura indoor. Actualment pertany a les sèries ATP World Tour 250 del circuit ATP masculí. El torneig se celebrava al HP Pavilion de San Jose, Califòrnia, Estats Units. Després de 124 edicions, el torneig fou cancel·lat i la darrera edició es va disputar l'any 2013.

## Història
El SAP Open es va crear l'any 1889 amb el nom de Pacific Coast Championships al club Old Del Monte Lodge de Monterey, Califòrnia. Es tracta del segon torneig més antic dels Estats Units, fins i tot, més antic que l'Open d'Austràlia o el torneig de Roland Garros. Posteriorment també es va disputar al Berkeley Tennis Club o al San Francisco Civic Center, i es va desplaár a San Jose poc després de construir-se el complex HP Pavilion. Alguns dels noms que ha tingut són: Redwood Bank, Fireman's Fund, Transamerica Open, Volvo, Coamerica, Sybase Open o Siebel Open, des del 2005 s'anomena SAP Open. Abans de començar l'Era Open de tennis, el torneig es disputava en categoria masculina i femenina.

## Palmarès

### Individual masculí
| Localització  | Any              | Campió                 | Finalista           | Resultat                |
| ------------- | ---------------- | ---------------------- | ------------------- | ----------------------- |
| San Jose      | 2013             | Milos Raonic (3)       | Tommy Haas          | 6−4, 6−3                |
| San Jose      | 2012             | Milos Raonic           | Denis Istomin       | 7−6(3), 6−2             |
| San Jose      | 2011             | Milos Raonic           | Fernando Verdasco   | 7−6(6), 7−6(5)          |
| San Jose      | 2010             | Fernando Verdasco      | Andy Roddick        | 3−6, 6−4, 6−4           |
| San Jose      | 2009             | Radek Stepanek         | Mardy Fish          | 3−6, 6−4, 6−2           |
| San Jose      | 2008             | Andy Roddick (3)       | Radek Stepanek      | 6−4, 7−5                |
| San Jose      | 2007             | Andy Murray (2)        | Ivo Karlović        | 6−7(3), 6−4, 7−6(2)     |
| San Jose      | 2006             | Andy Murray            | Lleyton Hewitt      | 2−6, 6−1, 7−6           |
| San Jose      | 2005             | Andy Roddick           | Cyril Saulnier      | 6−0, 6−4                |
| San Jose      | 2004             | Andy Roddick           | Mardy Fish          | 7−6(13), 6−4            |
| San Jose      | 2003             | Andre Agassi (5)       | Davide Sanguinetti  | 6−3, 6−1                |
| San Jose      | 2002             | Lleyton Hewitt         | Andre Agassi        | 4−6, 7−6(6), 7−6(4)     |
| San Jose      | 2001             | Greg Rusedski          | Andre Agassi        | 6−3, 6−4                |
| San Jose      | 2000             | Mark Philippoussis (2) | Mikael Tillstrom    | 7−5, 4−6, 6−3           |
| San Jose      | 1999             | Mark Philippoussis     | Cecil Mamiit        | 6−3, 6−2                |
| San Jose      | 1998             | Andre Agassi           | Pete Sampras        | 6−2, 6−4                |
| San Jose      | 1997             | Pete Sampras (2)       | Greg Rusedski       | 3−6, 5−0, ret.          |
| San Jose      | 1996             | Pete Sampras           | Andre Agassi        | 6−2, 6−3                |
| San Jose      | 1995             | Andre Agassi           | Michael Chang       | 6−2, 1−6, 6−3           |
| San Jose      | 1994             | Renzo Furlan           | Michael Chang       | 3−6, 6−3, 7−5           |
| San Francisco | 1993             | Andre Agassi           | Brad Gilbert        | 6−2, 6−7(4), 6−2        |
| San Francisco | 1992             | Michael Chang          | Jim Courier         | 6−3, 6−3                |
| San Francisco | 1991             | Darren Cahill          | Brad Gilbert        | 6−2, 3−6, 6−4           |
| San Francisco | 1990             | Andre Agassi           | Todd Witsken        | 6−1, 6−3                |
| San Francisco | 1989             | Brad Gilbert           | Anders Jarryd       | 7−5, 6−2                |
| San Francisco | 1988             | Michael Chang          | Johan Kriek         | 6−2, 6−3                |
| San Francisco | 1987             | Peter Lundgren         | Jim Pugh            | 6−1, 7−5                |
| San Francisco | 1986             | John McEnroe (5)       | Jimmy Connors       | 7−6, 6−3                |
| San Francisco | 1985             | Stefan Edberg          | Johan Kriek         | 6−4, 6−2                |
| San Francisco | 1984             | John McEnroe           | Brad Gilbert        | 6−4, 6−4                |
| San Francisco | 1983             | Ivan Lendl             | John McEnroe        | 3−6, 7−6, 6−4           |
| San Francisco | 1982             | John McEnroe           | Jimmy Connors       | 6−1, 6−3                |
| San Francisco | 1981             | Eliot Teltscher        | Brian Teacher       | 6−3, 7−6                |
| San Francisco | 1980             | Gene Mayer             | Eliot Teltscher     | 6−2, 2−6, 6−1           |
| San Francisco | 1979             | John McEnroe           | Peter Fleming       | 4−6, 7−5, 6−2           |
| San Francisco | 1978             | John McEnroe           | Dick Stockton       | 2−6, 7−6, 6−2           |
| San Francisco | 1977             | Butch Walts            | Brian Gottfried     | 4−6, 6−3, 7−5           |
| San Francisco | 1976             | Roscoe Tanner          | Brian Gottfried     | 4−6, 7−5, 6−1           |
| San Francisco | 1975             | Arthur Ashe (2)        | Guillermo Vilas     | 6−0, 7−6(4)             |
| San Francisco | 1974             | Ross Case              | Arthur Ashe         | 6−3, 5−7, 6−4           |
| San Francisco | 1973             | Roy Emerson            | Björn Borg          | 5−7, 6−1, 6−4           |
| Albany        | 1972             | Jimmy Connors          | Roscoe Tanner       | 6−2, 7−6                |
| Berkeley      | 1971             | Rod Laver              | Ken Rosewall        | 6−4, 6−4, 7−6           |
| Berkeley      | 1970             | Arthur Ashe            | Cliff Richey        | 6−4, 6−2, 6−4           |
| Berkeley      | 1969             | Stan Smith (2)         | Cliff Richey        | 6−2, 6−3                |
| Berkeley      | 1968             | Stan Smith             | Jim McManus         | 10−8, 6−1, 6−1          |
| Berkeley      | 1967             | Charles Pasarell       | Cliff Richey        |                         |
| Berkeley      | 1966             | Fred Stolle            | Charles Pasarell    | 6−4, 2−6, 6−4           |
| Berkeley      | 1965             | Marty Riessen          | Dennis Ralston      | 5−7, 3−6, 6−1, 6−4, 8−6 |
| Berkeley      | 1964             | Manuel Santana         |                     |                         |
| Berkeley      | 1963             | Rafael Osuna           | Whitney Reed        | 3−6, 6−4, 6−1, 6−1      |
| Berkeley      | 1962             | Dennis Ralston         | Jan−Erik Lundquist  |                         |
| Berkeley      | 1961             | Antonio Palafox        |                     |                         |
| Berkeley      | 1960             | Barry MacKay (2)       | Jon Douglas         | 6−3, 6−2, 6−4           |
| Berkeley      | 1959             | Barry MacKay           | Ramanathan Krishnan | 7−5, 6−4, 1−6, 6−2      |
| Berkeley      | 1958             | Budge Patty            | Mike Davies         |                         |
| Berkeley      | 1957             | Sven Davidson          | Vic Seixas          | 7−5, 0−6, 6−1, 6−4      |
| Berkeley      | 1956             | Ashley Cooper          | Luis Ayala          | 4−6, 6−3, 6−4, 6−4      |
| Berkeley      | 1955             | Tony Trabert (3)       | Vic Seixas          | 4−6, 6−3, 6−4, 7−5      |
| Berkeley      | 1954             | Tony Trabert           | Vic Seixas          | 6−3, 6−4, 6−3           |
| Berkeley      | 1953             | Tony Trabert           | Vic Seixas          | 7−5, 6−3, 6−2           |
| Berkeley      | 1952             | Dick Savitt            | Art Larsen          | 10−8, 6−3, 6−4          |
| Berkeley      | 1951             | Ted Schroeder (3)      | Vic Seixas          | 6−4, 6−4, 6−2           |
| Berkeley      | 1950             |                        |                     |                         |
| Berkeley      | 1949             | Ted Schroeder          | Eric Sturgess       | 6−1, 6−3, 6−1           |
| San Francisco | 1948             | Ted Schroeder          | Pancho Gonzalez     | 6−4, 4−6, 6−3, 6−1      |
| San Francisco | 1947             |                        |                     |                         |
| San Francisco | 1946             | Jack Kramer            | Eddie Moylan        | 7−5, 4−6, 7−5, 6−3      |
| San Francisco | 1945             | Tom Brown              | Harry Likas         | 6−2, 2−6, 6−3           |
| San Francisco | 1944             | Edwin Amark            | Morey Lewis         | 6−4, 6−4, 6−2           |
| San Francisco | 1943             |                        |                     |                         |
| San Francisco | 1942             |                        |                     |                         |
| Berkeley      | 1941             | Frank Kovacs           | Bobby Riggs         | 6−2, 6−2, 6−1           |
| Berkeley      | 1940             | Bobby Riggs (2)        | Frank Kovacs        | 6−4, 2−6, 6−2           |
| Berkeley      | 1939             | Bobby Riggs            |                     |                         |
| Berkeley      | 1938             | Harry Hopman           | Jack Tidball        | 5−7, 6−2, 7−5, 8−6      |
| Berkeley      | 1937             | Don Budge (3)          | Bobby Riggs         | 4−6, 6−3, 6−2, 6−4      |
| Berkeley      | 1936             | Don Budge              | Walter Senior       | 6−1, 6−0, 6−3           |
| Berkeley      | 1935             | Don Budge              | Bobby Riggs         | 6−2, 6−0, 7−9, 6−4      |
| Berkeley      | 1934             | Fred Perry (2)         | Don Budge           | 3−6, 6−4, 7−5, 1−6, 7−5 |
| San Francisco | 1933             | Keith Gledhill         | Lester Stoefen      | 3−6, 4−6, 6−4, 9−7, 6−3 |
| San Francisco | 1932             | Fred Perry             | Henry Austin        | 3−6, 6−4, 8−6, 6−1      |
| San Francisco | 1931             | Ellsworth Vines        | Fred Perry          | 6−3, 21−19, 6−0         |
| Berkeley      | 1930             | George Lott            | Keith Gledhill      | 6−3, 6−2, 6−1           |
| Berkeley      | 1928             | Cranston Holman        |                     |                         |
| Berkeley      | 1927             | Bill Johnston (3)      | Clarence Griffin    | 6−2, 6−1, 6−3           |
| Berkeley      | 1926             | Bill Johnston          |                     |                         |
| Berkeley      | 1924             | Howard Kinsey (2)      | Clarence Griffin    | 2−6, 5−7, 6−2, 7−5, 6−4 |
| Berkeley      | 1923             | Howard Kinsey          | Clarence Griffin    |                         |
| Berkeley      | 1922             | Bill Johnston          | Bill Tilden         | 7−5, 7−9, 6−1, 6−0      |
| San Rafael    |                  |                        |                     |                         |
| 1898          |                  |                        |                     |                         |
| 1897          |                  |                        |                     |                         |
| 1896          | Sumner Hardy (2) |                        |                     |                         |
| 1895          | Sumner Hardy     | Samuel Hardy           | 6−3, 4−6, 8−6, 6−2  |                         |
| 1894          | Samuel Hardy     |                        |                     |                         |
| 1890          |                  |                        |                     |                         |
| Monterey      | 1889             |                        |                     |                         |

### Individual femení
| Localització  | Any   | Campiona                      | Finalista                 | Resultat        |
| ------------- | ----- | ----------------------------- | ------------------------- | --------------- |
| Oakland       | 1972  | Margaret Court (3)            | Billie Jean King          | 6−2, 6−4        |
| Berkeley      | 1971  | Marcie Louie                  | Barbara Downs             | 7−5, 6−3        |
| Berkeley      | 1970  | Nancy Richey                  | Rosemary Casals           | 7−6, 6−4        |
| Berkeley      | 1969  | Margaret Court                | Winnie Shaw               | 6−4, 5−7, 6−0   |
| Berkeley      | 1968  | Margaret Court                | Maria Bueno               | 6−4, 7−5        |
| Berkeley      | 1967  | Francoise Durr                | Carole Caldwell Graebner  | 6−4, 6−3        |
| Berkeley      | 1966  | Maria Bueno                   | Rosemary Casals           | 6−4, 2−6, 6−1   |
| Berkeley      | 1965  | Judy Tegart Dalton (2)        | Rosemary Casals           | 6−4, 3−6, 7−5   |
| Berkeley      | 1964  | Judy Tegart Dalton            | Mimi Arnold               | 6−2, 6−4        |
| Berkeley      | 1963  | Darlene Hard (4)              | Maria Bueno               | 6−3, 6−3        |
| Berkeley      | 1962  | Darlene Hard                  | Renee Schuurman Haygarth  | 6−3, 6−3        |
| Berkeley      | 1961  | Darlene Hard                  | Ann Haydon Jones          | 3−6, 7−5, 6−3   |
| Berkeley      | 1960  | Darlene Hard                  | Ann Haydon Jones          | 6−2, 6−3        |
| Berkeley      | 1959  | Dorothy Head Knode            | Ann Haydon Jones          | 7−5, 6−4        |
| Berkeley      | 1958  | Christine Truman Janes        | Darlene Hard              | 6−2, 6−4        |
| Berkeley      | 1957  | Althea Gibson                 | Louise Brough             | 6−4, 6−3        |
| Berkeley      | 1956  | Shirley Bloomer Brasher       | Dorothy Bundy Cheney      | 6−0, 6−1        |
| Berkeley      | 1955  | Angela Mortimer Barrett       | Shirley Bloomer Brasher   | 4−6, 6−3, 6−4   |
| Berkeley      | 1954  | Virginia Wolfenden Kovacs (2) | Anne Shilcock Spann       | 9−7, 6−1        |
| Berkeley      | 1953  | Maureen Connolly Brinker      | Shirley Fry Irvin         | 6−0, 9−7        |
| Berkeley      | 1952  | Shirley Fry Irvin             | Thelma Coyne Long         | 7−9, 6−2, 6−4   |
| Berkeley      | 1951  | Dorothy Head Knode            | Anita Kanter              | 4−6, 13−11, 6−0 |
| Berkeley      | 1950* | Patricia Canning Todd         | Magda Rurac               | 6−2, 6−1        |
| San Francisco | 1949* | Doris Hart                    | Dorothy Head Knode        | 6−3, 6−4        |
| San Francisco | 1948* | Gertrude Moran                | Virginia Wolfenden Kovacs | 2−6, 6−1, 6−2   |
| San Francisco | 1947  | Margaret Osborne duPont (5)   | Barber Krase              | 6−4, 6−1        |
| San Francisco | 1946  | No celebrat                   | No celebrat               | No celebrat     |
| San Francisco | 1945  | Pauline Betz Addie            | Margaret Osborne duPont   | 6−2, 7−5        |
| San Francisco | 1944  | Margaret Osborne duPont       | Louise Brough Clapp       | 8−6, 3−6, 8−6   |
| San Francisco | 1943  | Louise Brough Clapp           | Margaret Osborne duPont   | 6−4, 2−6, 6−2   |
| San Francisco | 1942  | Margaret Osborne duPont       | Barber Krase              | 6−1, 6−0        |
| Berkeley      | 1941  | Margaret Osborne duPont       | Patricia Canning Todd     | 10−8, 2−6, 6−3  |
| Berkeley      | 1940  | Virginia Wolfenden Kovacs     | Helen Jacobs              | 6−4, 6−2        |
| Berkeley      | 1939  | Sarah Palfrey Cooke           | Virginia Wolfenden Kovacs | 6−4, 6−1        |
| Berkeley      | 1938  | Simone Mathieu                | Nancye Wynne Bolton       | 6−1, 6−0        |
| Berkeley      | 1937  | Anita Lizana                  | Margot Lumb               | 6−2, 6−2        |
| Berkeley      | 1936  | Margaret Osborne duPont       | Virginia Wolfenden Kovacs | 0−6, 6−1, 6−3   |
| Berkeley      | 1935  | Ethel Arnold                  | Carolin Babcock Stark     | 6−3, 6−3        |
| Berkeley      | 1934  | Katherine Stammers Bullitt    | Freda James               | 3−6, 6−4, 6−3   |
| San Francisco | 1933  | Alice Marble (2)              | Dorothy Round Little      | 6−4, 6−1        |
| San Francisco | 1932  | Alice Marble                  | L.A. Harper               | 6−2, 6−2        |
| Berkeley      | 1931  | Edith Cross (2)               | Dorothy Weisel            | 6−4, 2−6, 7−5   |
| Berkeley      | 1930  | Helen Wills Moody (4)         | L.A. Harper               | 6−3, 6−1        |
| Berkeley      | 1929  | Ethel Burkhardt               |                           |                 |
| Berkeley      | 1928  | Edith Cross                   |                           |                 |
| Berkeley      | 1927  | Helen Jacobs (2)              |                           |                 |
| Berkeley      | 1926  | Helen Jacobs                  | Helen Baker               | 3−6, 6−4, 6−0   |
| Berkeley      | 1925  | Helen Wills Moody             | Charlotte Hosmer Chapin   | 6−4, 6−0        |
| Berkeley      | 1924  | Charlotte Hosmer Chapin       | Avery Fillett             | 8−6, 2−6, 6−3   |
| Berkeley      | 1923  | Helen Wills Moody             |                           |                 |
| Berkeley      | 1922  | Helen Wills Moody             | Ream Leachman             | 6−1, 6−0        |

- De 1948 a 1950, el Pacific Coast Championships estigué combinat amb el U.S. Women's Hardcourt Championships.

### Dobles masculins
| Localització  | Any  | Campions                              | Finalistes                            | Resultat                |
| ------------- | ---- | ------------------------------------- | ------------------------------------- | ----------------------- |
| San Jose      | 2013 | Xavier Malisse · Frank Moser          | Lleyton Hewitt · Marinko Matosevic    | 6−0, 6−7(5), [10−4]     |
| San Jose      | 2012 | Mark Knowles · Xavier Malisse         | Kevin Anderson · Frank Moser          | 6−4, 1−6, [10−5]        |
| San Jose      | 2011 | Scott Lipsky · Rajeev Ram             | Alejandro Falla · Xavier Malisse      | 6−4, 4−6, [10−8]        |
| San Jose      | 2010 | Mardy Fish · Sam Querrey              | Benjamin Becker · Leonardo Mayer      | 7−6(3), 7−5             |
| San Jose      | 2009 | Tommy Haas · Radek Štěpánek           | Rohan Bopanna · Jarkko Nieminen       | 6−2, 6−3                |
| San Jose      | 2008 | Scott Lipsky · David Martin           | Bob Bryan · Mike Bryan                | 7−6(4), 7−5             |
| San Jose      | 2007 | Eric Butorac · Jamie Murray           | Chris Haggard · Rainer Schüttler      | 7−5, 7−6(6)             |
| San Jose      | 2006 | John McEnroe · Jonas Björkman         | Paul Goldstein · Jim Thomas           | 7−6(2), 4−6, 10−7       |
| San Jose      | 2005 | Wayne Arthurs · Paul Hanley           | Yves Allegro · Michael Kohlmann       | 7−6(4), 6−4             |
| San Jose      | 2004 | James Blake · Mardy Fish              | Rick Leach · Brian MacPhie            | 6−2, 7−5                |
| San Jose      | 2003 | Hyung−Taik Lee · Vladimir Voltchkov   | Paul Goldstein · Robert Kendrick      | 7−5, 4−6, 6−3           |
| San Jose      | 2002 | Wayne Black · Kevin Ullyett           | John−Laffnie de Jager · Robbie Koenig | 6−3, 4−6, 10−5          |
| San Jose      | 2001 | Mark Knowles · Brian MacPhie          | Jan−Michael Gambill · Jonathan Stark  | 6−3, 7−6(4)             |
| San Jose      | 2000 | Jan−Michael Gambill · Scott Humphries | Lucas Arnold Ker · Eric Taino         | 6−1, 6−4                |
| San Jose      | 1999 | Todd Woodbridge · Mark Woodforde (2)  | Aleksandar Kitinov · Nenad Zimonjić   | 7−5, 6−7(3), 6−4        |
| San Jose      | 1998 | Todd Woodbridge · Mark Woodforde      | Nelson Aerts · André Sá               | 6−1, 7−5                |
| San Jose      | 1997 | Brian MacPhie · Gary Muller           | Mark Knowles · Daniel Nestor          | 4−6, 7−6, 7−5           |
| San Jose      | 1996 | Trevor Kronemann · David Macpherson   | Richey Reneberg · Jonathan Stark      | 6−4, 3−6, 6−3           |
| San Jose      | 1995 | Jim Grabb · Patrick McEnroe (2)       | Alex O'Brien · Sandon Stolle          | 3−6, 7−5, 6−0           |
| San Jose      | 1994 | Rick Leach · Jared Palmer             | Byron Black · Jonathan Stark          | 4−6, 6−4, 6−4           |
| San Francisco | 1993 | Scott Davis · Jacco Eltingh           | Patrick McEnroe · Jonathan Stark      | 6−1, 4−6, 7−5           |
| San Francisco | 1992 | Jim Grabb · Richey Reneberg           | Pieter Aldrich · Danie Visser         | 6−4, 7−5                |
| San Francisco | 1991 | Wally Masur · Jason Stoltenberg       | Ronnie Bathman · Rikard Bergh         | 4−6, 7−6, 6−4           |
| San Francisco | 1990 | Kelly Jones · Robert Van't Hof        | Glenn Layendecker · Richey Reneberg   | 2−6, 7−6, 6−3           |
| San Francisco | 1989 | Pieter Aldrich · Danie Visser         | Paul Annacone · Christo Van Rensburg  | 6−4, 6−3                |
| San Francisco | 1988 | John McEnroe · Mark Woodforde         | Rick Leach · Jim Pugh                 | 6−4, 7−6                |
| San Francisco | 1987 | Jim Grabb · Patrick McEnroe           | Glenn Layendecker · Todd Witsken      | 6−2, 0−6, 6−4           |
| San Francisco | 1986 | Peter Fleming · John McEnroe (6)      | Mike De Palmer · Gary Donnelly        | 6−4, 7−6                |
| San Francisco | 1985 | Paul Annacone · Christo Van Rensburg  | Brad Gilbert · Sandy Mayer            | 3−6, 6−3, 6−4           |
| San Francisco | 1984 | Peter Fleming · John McEnroe          | Mike De Palmer · Sammy Giammalva Jr.  | 6−3, 6−4                |
| San Francisco | 1983 | Peter Fleming · Patrick McEnroe       | Ivan Lendl · Vincent Van Patten       | 6−1, 6−2                |
| San Francisco | 1982 | Fritz Buehning · Brian Teacher        | Martin Davis · Chris Dunk             | 6−7(5), 6−2, 7−5        |
| San Francisco | 1981 | Peter Fleming · John McEnroe          | Mark Edmondson · Sherwood Stewart     | 6−2, 6−2                |
| San Francisco | 1980 | Peter Fleming · John McEnroe          | Gene Mayer · Sandy Mayer              | 6−4, 6−3,               |
| San Francisco | 1979 | Peter Fleming · John McEnroe          | Wojtek Fibak · Frew McMillan          | 6−2, 6−3                |
| San Francisco | 1978 | Peter Fleming · John McEnroe          | Bob Lutz · Stan Smith                 | 5−7, 6−4, 6−4           |
| San Francisco | 1977 | Marty Riessen · Dick Stockton         | Fred McNair · Sherwood Stewart        | 6−4, 1−6, 6−4           |
| San Francisco | 1976 | Dick Stockton · Roscoe Tanner         | Brian Gottfried · Bob Hewitt          | 6−3, 6−4                |
| San Francisco | 1975 | Fred McNair · Sherwood Stewart        | Allan Stone · Kim Warwick             | 6−2, 7−6(3)             |
| San Francisco | 1974 | Bob Lutz · Stan Smith (2)             | John Alexander · Syd Ball             | 7−5, 6−7(5), 6−4        |
| San Francisco | 1973 | Roy Emerson · Stan Smith              | Ove Nils Bengtson · Jim McManus       | 6−2, 6−1                |
| Albany        | 1972 | Bob Hewitt · Frew McMillan            | Ove Nils Bengtson · Björn Borg        | 6−4, 6−2                |
| Berkeley      | 1971 | Roy Emerson · Rod Laver               | Ken Rosewall · Fred Stolle            | 6−3, 6−3                |
| Berkeley      | 1970 | Bob Lutz · Stan Smith                 | Roy Barth · Tom Gorman                | 6−2, 7−5, 4−6, 6−2      |
| Berkeley      | 1969 | Stan Smith · Thomas Koch              | Terry Addison · Ray Keldie            | 6−1, 6−3                |
| Berkeley      | 1967 | Marty Riessen · Clark Graebner        | Bob Hewitt · Raymond Moore            | 6−4, 12−10              |
| Berkeley      | 1963 | Rafael Osuna · Antonio Palafox        | Bill Bond · Tom Edlefsen              | 4−6, 6−4, 6−4, 6−4      |
| Berkeley      | 1960 | Cliff Mayne · Hugh Ditzler            | Bill Crosby · Whitney Reed            | 5−7, 6−4, 6−4, 6−2      |
| Berkeley      | 1959 | Noel Brown · Hugh Stewart             | Barry MacKay · Bill Quillian          | 6−4, 10−8, 1−6, 7−5     |
| Berkeley      | 1957 | Kurt Nielsen · Bob Howe               | Sven Davidson · Luis Ayala            | 4−6, 22−20, 6−3         |
| Berkeley      | 1956 | Sidney Schwartz · Hugh Stewart        | Luis Ayala · Ulf Schmidt              | 6−4, 3−6, 7−5           |
| Berkeley      | 1955 | Tony Trabert · Vic Seixas (2)         | Enrique Morea · Roger Becker          | 6−3, 6−4                |
| Berkeley      | 1953 | Tony Trabert · Vic Seixas             | Enrique Morea · Hugh Stewart          | 6−4, 6−2, 6−4           |
| Berkeley      | 1952 | Dick Savitt · Vic Seixas              | Art Larsen · Noel Brown               | 2−6, 6−4, 2−6, 6−2, 7−5 |
| Berkeley      | 1951 | Ted Schroeder · Budge Patty           | Vic Seixas · Hamilton Richardson      | 5−7, 6−3, 6−2, 7−5      |
| Berkeley      | 1949 | Ted Schroeder · Eric Sturgess         | Jaroslav Drobný · Vladimir Cernik     | 6−3, 4−6, 7−9, 6−4      |
| San Francisco | 1946 | Jack Kramer · Bob Falkenberg          | Seymour Greenberg · Lennart Bergelin  | 6−3, 6−3, 9−7           |
| San Francisco | 1945 | Tom Brown · Harry Buttimer            | Edwin Amark · Myron McNamara          | 8−1, 6−3, 6−4           |
| San Francisco | 1944 | Gerald Stratford · Howard Blethen     | Jack Gurley · Nick Carter             | 5−7, 8−6, 6−4           |
| Berkeley      | 1938 | Harry Hopman · Leonard Schwartz       | Jack Bromwich · Adrian Quist          | 7−5, 2−6, 6−1, 6−0      |
| Berkeley      | 1936 | Don Budge · Henry Culley              | Wayne Sabin · Elwood Cooke            | 6−4, 9−7, 6−3           |
| Berkeley      | 1935 | Don Budge · Gene Smith                | Wayne Sabin · Howard Blethn           | 6−2, 6−3, 7−5           |
| Berkeley      | 1934 | Don Budge · Gene Mako                 | Gerald Statford · Phil Neer           | 6−3, 8−6, 3−6, 6−1      |
| San Francisco | 1933 | Gerald Stratford · Phil Neer          | Joe Coughlin · Lester Stoefen         | 6−2, 6−3, 6−4           |
| San Francisco | 1932 | Phil Neer · Ed Levy                   | Jiro Satoh · Takao Kuwabara           | 6−1, 6−1, 0−6, 1−6, 6−3 |
| San Francisco | 1931 | Lester Stoefen · Sidney Wood          | Hughes · Fred Perry                   | 6−4, 6−4, 6−3           |
| Berkeley      | 1930 | Wilmer Allison · John Van Ryn         | Cranston Holman · Gerald Stratford    | 7−5, 6−3, 6−0           |
| Berkeley      | 1924 | Howard Kinsey · Clarence Griffin      | Roland Roberts Fottrels               |                         |

### Dobles femenins
| Localització  | Any  | Campiones                                     | Finalistes                                      | Resultat      |
| ------------- | ---- | --------------------------------------------- | ----------------------------------------------- | ------------- |
| Berkeley      | 1969 | Margaret Court · Leslie Hunt                  | Kerry Harris · Winnie Shaw                      | 6−3, 6−4      |
| Berkeley      | 1967 | Rosemary Casals · Billie Jean King            | Francoise Durr · Judy Tegart Dalton             | 6−3, 6−4      |
| Berkeley      | 1965 | Judy Tegart Dalton · Carole Caldwell Graebner | Rosemary Casals · Cecelia Martinez              | 6−1, 6−2      |
| Berkeley      | 1963 | Darlene Hard · Maria Bueno (2)                | Deidre Catt · Elizabeth Starkie                 | 6−0, 6−4      |
| Berkeley      | 1960 | Darlene Hard · Maria Bueno                    | Christine Truman Janes · Ann Haydon Jones       | 6−2, 6−2      |
| Berkeley      | 1959 | Janet Hopps · Farel Footman                   | Ann Haydon Jones · Dorothy Head Knode           | 5−7, 6−4, 6−4 |
| Berkeley      | 1957 | Janet Hopps · Mary Bevis Hawton               | Louise Brough Clapp · Barbara Scofield Davidson | 3−6, 6−4, 6−2 |
| Berkeley      | 1956 | Shirley Bloomer Brasher · Martha Hernandez    | Dorothy Bundy Cheney · Margaret Warren          | 6−3, 6−0      |
| Berkeley      | 1955 | Angela Mortimer Barrett · Angela Buxton       | Shirley Bloomer Brasher · Barbara Bradley       | 7−5, 6−3      |
| Berkeley      | 1953 | Maureen Connolly Brinker · Nell Hall Hopman   | Dorothy Bundy Cheney · Margaret Warren          | 6−3, 9−7      |
| Berkeley      | 1951 | Dorothy Head Knode · Janet Hopps              | Patricia Ward Hales · Helen Fletcher            | 6−1, 6−2      |
| Berkeley      | 1949 | Gertrude Moran · Virginia Wolfenden Kovacs    | Doris Hart · Shirley Fry Irvin                  | 6−2, 6−4      |
| San Francisco | 1946 | Margaret Osborne duPont · Barber Krase        | Dorothy Head Knode · Phyliss Hunter             | 6−2, 6−1      |
| San Francisco | 1945 | Margaret Osborne duPont · Louise Brough Clapp | Dorothy Head Knode · Phyliss Hunter             | 6−1, 6−3      |
| Berkeley      | 1940 | Mary Hardwick · Margaret Osborne duPont       | Gracyn Wheeler Kelleher · Jacque Nelson         | 6−4, 6−4      |
| Berkeley      | 1937 | Kay Stammers Bullitt · Freda James            | Helen Jacobs · Dorothy Workman                  | 6−4, 6−4      |
| Berkeley      | 1934 | Freda James · Betty Nuthall Shoemaker         | Gussie Raegener · Margaret Osborne duPont       | 6−3, 6−2      |
| San Francisco | 1933 | Dorothy Round Little · Mary Heeley            | Alice Marble · Elizabeth Ryan                   | 1−6, 6−2, 6−4 |
| San Francisco | 1932 | L.A. Harper · Edith Cross (2)                 | Alice Marble · Golda Gross                      | 6−3, 6−2      |
| Berkeley      | 1930 | L.A. Harper · Edith Cross                     | Marjorie Gladman · Majorie Morrill              | 4−6, 6−3, 6−2 |
| Berkeley      | 1924 | Avery Filett · Carolyn Swartz                 | Ream Leachman · Golda Gross                     | 1−6, 6−1, 6−4 |
| Berkeley      | 1923 | Hazel Hotchkiss Wightman · Helen Wills Moody  | J.C. Cushing · Carmen Tarillon                  | 6−2, 6−2      |

### Dobles mixtos
| Localització  | Any  | Campions                                  | Finalistes                          | Resultat       |
| ------------- | ---- | ----------------------------------------- | ----------------------------------- | -------------- |
| Berkeley      | 1967 | Rosemary Casals · Marty Riessen           | Judy Heldman · Turben Ulrich        | 6−1, 6−4       |
| Berkeley      | 1965 | Judy Tegart Dalton · Jim McManus          | Lynne Abbes · Donald Dell           | 6−2, 6−1       |
| Berkeley      | 1960 | Carole Caldwell Graebner · Chris Caldwell | Billie Jean King · Antonio Palafox  | 4−6, 6−3, 6−4  |
| Berkeley      | 1959 | Janet Hopps · Ramanathan Krishnan         | Mary Ann Mitchell · Don Kirbow      | 6−2, 6−3       |
| Berkeley      | 1955 | Barbara Bradley · Enrique Morea           | Barbara Buxton · Gardner Mulloy     | 6−3            |
| Berkeley      | 1953 | Shirley Fry Irvin · Enrique Morea         | Dorothy Bundy Cheney · Gil Shea     | 6−2, 6−4       |
| Berkeley      | 1951 | Virginia Kovacs · Conway Catton           | Anita Kanter · Fed Fisher           | 6−4, 7−5       |
| Berkeley      | 1949 | Doris Hart · Eric Sturgess                | Wilma Smith · Gianni Cucelli        | 6−1, 11−9      |
| San Francisco | 1945 | Virginia Kovacs · Tom Brown               | Pauline Betz Addie · Myron McNamara | 7−5, 6−3       |
| San Francisco | 1944 | Margaret Osborne duPont · Edwin Amark     | Virginia Kovacs · Tom Brown         | 6−4, 2−6, 7−5  |
| Berkeley      | 1940 | Viginia Wolfenden · Jack Kramer           | Valerie Scott · Bobby Riggs         | 7−5, 3−6, 6−4  |
| Berkeley      | 1937 | Helen Wills Moody · Don Budge (2)         | Kay Stammers · Gerald Stratford     | 6−2, 4−6, 6−3  |
| Berkeley      | 1936 | Helen Wills Moody · Don Budge             | Helen Hull Jacobs · Henry Culley    | 5−7, 10−8, 6−4 |
| Berkeley      | 1935 | Freda James · Don Budge                   | Ethel Babcock · Wilmer Hines        |                |
| San Francisco | 1931 | Helen Wills Moody · George Lott (2)       | Edith Cross · G.P. Hughes           | 6−3, 3−6, 6−0  |
| Berkeley      | 1930 | Helen Wills Moody · George Lott           | Edith Cross · Wilmer Allison        | 6−2, 7−5       |